# Lizer
Арсе́н Эльда́рович Магома́дов (род. 12 августа 1998, Москва, Россия), более известный под псевдонимом Lizer (рус. Ли́зер) — российский рэп-исполнитель, автор песен. Бывший участник и один из основателей рэп-объединения «Закат 99.1».

## Биография

### 1998—2015: Ранние годы
Арсен родился и вырос в городе Москва, в Измайлово. По национальности — лезгин.
Учился в гимназии №1508, занимался спортом и увлекался хип-хопом. Ещё в школе он начал писать собственные тексты, но долгое время никому их не показывал.
В детстве он мечтал о спортивной карьере и, по его собственным словам, грезил об олимпийских медалях. Когда в 2014 году Арсен стал кандидатом в мастера спорта по вольной борьбе[стиль], отец отправил его в Дагестан к своему другу, тренеру Рамису Гусейнову, где впоследствии Арсен тренировался.
В 17 лет он сделал выбор и оставил профессиональный спорт, чтобы заняться музыкой.
Вернувшись в Москву, Арсен записывает свой первый трек. Вследствии депрессивных настроений из-за негативной реакции отца на уход из спорта парень пробовал наркотические вещества, однако уже скоро бросил. Именно тогда он взял себе псевдоним Lizer, сокращённый от слова «лизергин»(наркотик LSD). Популярная рэп-коалиция Yungrussia повлияла на формирование стиля Арсена: его первые композиции отражают мрачный стиль таких исполнителей, как Pharaoh и Sabbat Cult.

### 2015-2016: «Закат 99.1», Frozen, So Web, SCi-Fi и Damn Garden
Осенью 2015 года Арсен вместе с единомышленниками создал свой коллектив. Название «Закат 99.1» появилось спонтанно, никто из членов никакой смысл в него не вкладывал.
В 2016 году в составе рэп-коллектива «Закат 99.1» выпустил альбом «Frozen». Альбом в целом был хорошо встречен публикой.
В том же году у группы «Закат 99.1» вышел альбом, озаглавленный «So Web», в создании которого одну из лидирующих ролей играл Lizer. 15 мая 2021 года, когда альбому исполнилось 5 лет, рэпер удалил этот альбом со всех цифровых площадок.
Следующий альбом назывался «SCi-Fi». После выпуска этого альбома Арсен пошёл на эксперименты, изменил стиль, что вылилось в релиз «Damn Garden», выполненный в мрачном настроении.

### 2017: Первый хит «False Mirror» и Распад «Заката 99.1»
2017 год — выходит совместный альбом Lizer и Flesh False Mirror, на одноимённый трек был снят видеоклип, который впоследствии попал в чарты на 95 место в Top Radio и YouTube Hits.
13 июля 2017 года выпустил сингл «Сердце», вдохновившись творчеством Trippie Redd. Трек посвящён бывшей девушке рэпера. 13 января 2018 года вышел клип.
1 ноября 2017 года «Закат 99.1» распался. Причиной стала несогласованность битмейкеров.

### 2018: «My Soul» и «Teenage Love»
18 января 2018 года, после распада группы «Закат 99.1», LIZER выпустил альбом «My Soul», который поставил рекорд по лайкам и репостам в социальной сети ВКонтакте, ставший началом сольной карьеры артиста.
27 января 2018 года LIZER выпустил трек «Близкие».
16 февраля 2018 года LIZER выпустил трек «Под звуки наших поцелуев».
С февраля по май 2018 года LIZER показывает сниппеты треков из альбома Teenage Love, исполняет их на концертах: «Пойдём гулять», «Панк-рок-мальчик», «Теперь» (не вошёл в релиз), «Спичка» и «На сцене».
30 апреля 2018 года LIZER выпустил трек «Lame Ass».
15 мая 2018 года LIZER выпустил трек «Три слова».
13 июня 2018 года LIZER выпустил трек «Blessed». Арсен эффектно переходит от речитатива к пению, что свойственно его манере исполнения. Трек носит личный характер, затрагивает темы дружбы и отношения к смерти. 24 августа вышел клип.
3-4 июля 2018 года в сеть слили три трека с релиза: «Спичка», «Пачка сигарет» и «Правда». Вместе с треками в сеть попала обложка релиза.
17 июля 2018 года LIZER выпустил сингл «Пачка сигарет».
В июле 2018 года LIZER представил на YouTube видеоклип на песню «Панк-рок-мальчик». Видеоработа была наполнена эстетикой поп-панка. Слушатели быстро заметили, что песня очень похожа на трек «Punk Rock Boy» группы Boyfriendz, написанный её участником Лил Аароном. Возникший конфликт между артистами был завершён зимой 2019 года совместной песней «Слёзы».
27 июля 2018 года у LIZER’а вышел новый сольный альбом «Teenage Love», удалённый вскоре "из-за нарушения авторский прав", но всё же был восстановлен без трека «Панк-рок-мальчик».
30 августа 2018 года LIZER выпустил трек «Не отдам». Это привычный для него трек о сильных чувствах к девушке.
18 ноября 2018 года LIZER дал первый сольный концерт в Москве. На следующий день на YouTube состоялась премьера клипа на самую известную на тот момент песню музыканта — «Пачка сигарет». Клип был снят Little Big Family.
В декабре был выпущен сингл «Корабли». Кроме того, LIZER сообщил, что готовит новый альбом, куда войдёт эта песня.

### 2019: «Не Ангел»
11 апреля 2019 года LIZER выпустил LIVE версию и клип на трек «Улица», а 1 ноября 2019 года выпустил специальную версию этого трека
19 апреля 2019 года у LIZER’а вышел новый сольный альбом «Не Ангел» , являющийся наиболее успешным альбомом артиста. Прессой альбом был охарактеризован как «очень личный».
В записи альбома приняли участие гитарист группы «Animal ДжаZ» Джонни Ряховский и Виктор Сибринин, работавший с группой «Little Big». В тот же день на YouTube состоялась премьера клипа на песню «Между нами», ставшая хитом из этого альбома.
23 августа 2019 года LIZER выпустил LIVE версии треков «Молодым» и «Бэнкролл».
11 сентября 2019 года LIZER выпустил LIVE версию трека «Между Нами».
12 ноября 2019 года LIZER совместно с lil aaron’om выпустили трек «Слёзы»; решив конфликт, музыканты записали песню о расставании с возлюбленной и побега от проблем. Инструментал создан рок-группой Animal ДжаZ, гитарные партии в альбоме также прописаны гитаристом группы — Евгением Ряховским.
В первой половине декабря социальная сеть «ВКонтакте» и музыкальное приложение Boom обнародовали списки самых популярных песен и альбомов за прошедший год. В список 10-ти самых популярных альбомов вошёл альбом LIZER «Не ангел», а в список 30-ти самых популярных песен его песня «Корабли».

### 2020: «Молодость, Ч.1»
22 апреля 2020 года Арсен впервые за долгое время запустил прямой эфир в своём Instagram-аккаунте, и дал небольшой комментарий о новом альбоме:
«Я не знаю точно когда он выйдет. Я пишу его достаточно давно. Во время карантина я не хочу выпускать альбом. Альбом немного о другом, и я хочу, чтоб люди жили, когда слушали его. Скорее всего, альбом выйдет после карантина или под конец карантина» — Арсен
29 сентября 2020 года Арсен заявил о названии будущего альбома — «Молодость». 15 октября 2020 года Арсен анонсировал выход нового материала:
«00:00 по МСК» — Арсен
16 октября 2020 года у LIZER’a вышел сингл «Быстро повзрослел» из альбома «Молодость, Ч.1».
23 октября 2020 года у Lizer вышел седьмой студийный альбом «Молодость, Ч.1» с клипом на «В жизни так бывает». В нём не оказалось ни одного приглашённого артиста, а главной концепцией релиза стала тема взросления. В большинстве песен Lizer рассуждает о детстве, юности, друзьях, ответственности и самоопределении во взрослой жизни. В 2022 году артист окончательно заявил о том, что второй части альбома не будет.

### 2021: Cинглы и Макси-сингл «Тепло»
5 февраля 2021 года LIZER выпустил макси-сингл «Тепло», в который вошли два трека: «Верю» и «Мокрый снег».
6 февраля 2021 года LIZER выпустил видеоклип на трек «Мокрый снег».
9 апреля 2021 года LIZER выпустил трек «Водой», также в этот день Lizer анонсировал тур «Молодость». В него входило 23 города.
23 июля 2021 года LIZER совместно с Mayot выпустил трек и клип «Гори»
1 октября 2021 года LIZER совместно с ANIKV выпустил ремикс на песню «Гори».
5 ноября 2021 года LIZER выпустил трек «Свобода» .
4 декабря 2021 года LIZER совместно с НЕДРЫ выпустил трек «Забыл».
5 декабря 2021 года LIZER выпустил трек «Статика» (OST «Солдаут»).

### 2022:EP«Оттенки»
28 января 2022 года LIZER выпустил трек «Простым».
6 мая 2022 года LIZER выпустил трек «Весна» и Mood Video (клип) на эту песню.
4 июня 2022 года Lizer анонсировал осенний тур, в который вошли 19 городов.
10 июня 2022 года LIZER выпустил трек «Откровенно».
23 сентября 2022 года LIZER выпустил трек «Не герой».
2 декабря 2022 года LIZER выпустил трек «Без последствий».
7 октября 2022 года LIZER выпустил EP-альбом «Оттенки» из 7 треков, имеющий более утончённое классическое рэп-звучание. В альбоме присутствовали исполнители в качестве гостей — Vacio и Hugo Loud.

### 2023: EP «маятник»
21 апреля 2023 года LIZER выпустил макси-сингл «Постарайся не оглядываться», в который вошли два трека: «Скучать» и «Улыбаюсь».
13 октября 2023 года LIZER выпустил трек «жизни суета».
20 октября 2023 года LIZER совместно с Highself выпустил трек «Мечта».
1 декабря 2023 года LIZER выпустил мини-альбом «маятник» из 4 треков, характеризованный как «довольно личный».

### 2024: Макси-сингл «надежда, амбиция» и «не/обязательно»
15 марта 2024 года LIZER совместно с ShawtyShine выпустил трек «СПОРЫ».
26 апреля 2024 года LIZER совместно с Кисло-Сладким и Bonah выпустил трек «ко дну».
31 мая 2024 года LIZER выпустил макси-сингл «надежда, амбиция».
12 июля 2024 года LIZER выпустил трек «ночной проспект».
2 августа в своём телеграм-канале LIZER анонсировал тур «RIDE OR DIE TOUR» в поддержку нового микстейпа c 6 октября по 13 декабря. Всего в тур войдет 32 города России и Белоруссии, что сделает тур самым масштабным туром артиста.
30 августа 2024 года LIZER выпустил трек «сейчас».
6 сентября 2024 года LIZER выпустил трек совместно с Yanix и MAGU — «Хроники»
4 октября 2024 года LIZER выпустил финальный сингл перед выходом микстейпом «не/обязательно» совместно совместно с Pastor Napas и Brick Bazuka — «высота»
6 ноября 2024 года в своём телеграм-канале LIZER раскрыл название микстейпа: «не/обязательно» в него войдёт 13 песен, а 18 ноября показал трек лист и дату выхода назначенную на 29 ноября.
29 ноября 2024 года LIZER выпустил микстейп не/обязательно
11 июля 2025 года LIZER выпустил трек и клип на «заря». Клип был снят в Дагестане

## Конфликты
4 ноября 2019 года LIZER чуть не подрался с одним из пришедших на выступление фанатом во время концерта в Сургуте. Судя по реакции Арсена, стоявший на площадке молодой человек перебивал монолог исполнителя. Тем не менее, перед уходом со сцены Арсен поблагодарил всех тех, кто пришёл на концерт.

LIZER комментирует:
«Чувак пришёл на концерт, лапал впереди стоящую девочку и был бу**й в го**о. И не понимал абсолютно ничего из того, что ему говорили. Бить ему в этой ситуации еб**о было бы моей ошибкой. Все это кончилось бы мус****и и лишними проблемами. Ничего на показ я не делал. Просто надо было его пристыдить. Поменьше бы таких кадров на концертах» — Арсен

## Дискография

### Студийные альбомы
- 2016  — «SO WEB» (удалён)
- 2017 — Damn Garden
- 2017 — False Mirror (совместно с Flesh)
- 2018 — Teenage Love
- 2019 — «Не Ангел»
- 2020 — «Молодость, Ч.1»

### Микстейпы
- 2016 — Frozen
- 2018 — My Soul
- 2024 — «не/обязательно»

### Мини-альбомы
- 2016 — Sci-Fi (совместно с Flesh)
- 2022 — «Оттенки»
- 2023 — «маятник»

### Синглы
- 2016 — «RAIN» (совместно с GUERLAIN)
- 2017 — «Сердце»
- 2018 — «Близкие»
- 2018 — «Под звуки наших поцелуев»
- 2018 — «Три слова»
- 2018 — «Lame Ass»
- 2018 — «Blessed»
- 2018 — «Пачка сигарет»
- 2018 — «Не отдам»
- 2019 — «Слёзы» (совместно с lil aaron’ом)
- 2019 —«Новогодняя»
- 2020 — «Быстро повзрослел»
- 2021 — «Тепло» (макси-сингл)
- 2021 — «Водой»
- 2021 — «Гори» (совместно с MAYOT)
- 2021 — «Гори (Remix)» (совместно с ANIKV)
- 2021 — «Свобода»
- 2021 — «Забыл» (совместно с НЕДРЫ)
- 2021 — «Статика» (OST «Солдаут»)
- 2022 — «Простым»
- 2022 — «Весна»
- 2022 — «Откровенно»
- 2022 — «Не герой»
- 2022 — «Без последствий»
- 2023 — «Постарайся не оглядываться» (макси-сингл)
- 2023 — «Жизни суета»
- 2023 — «Отпускать»
- 2023 — «Мечта» (совместно с Highself)
- 2024 — «СПОРЫ» (совместно с ShawtyShine)
- 2024 — «Ко дну» (совместно с Кисло-Сладкий & Bonah)
- 2024 — «Надежда, амбиция» (макси-сингл)
- 2024 — «Ночной проспект»
- 2024 — «Сейчас»
- 2024 — «Хроники» (совместно с Yanix и MAGU)
- 2024 — «Высота» (совместно с Pastor Napas и Brick Bazuka)
- 2025 — «Заря»

### В качестве гостя
- 2016 — Flesh — «High Technologies (Remix)» (Совместно с Thrill Pill & Krestall / Courier)
- 2016 — Thrill Pill — «CUP»
- 2016 — Thrill Pill — «Plug»
- 2016 — Thrill Pill — «NO FEELINGS (Remix)» (Совместно с ENIQUE)
- 2016 — Thrill Pill — «Everyday» («Chelsea»)
- 2016 — Rickey F — «So web»  («Five»)
- 2016 — FACE — «Иди нах*й»
- 2017 — Krestall / Courier — «jump» (Совместно с Flesh, Lizer)
- 2018 — Narkomfin — «Скажешь 'Да'» («Ulyanovsk»)
- 2018 — Thrill Pill — «Боль» («Fuelle Noir»)
- 2018 — COLDCLOUD — «ACIDLOVE» («Большая Перемена»)
- 2018 — YKOV,SDVG — «BOZHE» («Тротуарная Любовь»)
- 2018 — Lildrughill — «На краю» («STELLA»)
- 2019 — Telly Grave — «Против всех» («GORE SEASON»), «Bury my opps» («BABY SOULJA»)
- 2019 — Basic Boy — «По планете» («SUPERWORLD»)
- 2019 — Kidd — «Зачем ты идёшь за мной» («Днём надо спать»)
- 2019 — IMCRYSTAL — «Monitor»
- 2019 — SALUKI & NOA — «Ilford Xp2 Super» («Властелин Калек»)
- 2019 — Lildrughill — «Отдай себя» («EXIT»)
- 2020 — CAPTOWN — «С другой стороны» («Иллюзия нормальности»)
- 2020 — Рыночные отношения — «Обратно» («2020»)
- 2022 — VACÍO — «Та та та» («Отец»)
- 2023 — BATO — «ИСПОВЕДЬ» («MOUNTAIN BUFFALO»)
- 2024 — Becpot — «квартал»
- 2024 — Becpot — «квартал (Lørean Remix)»

## Концертные туры

### В составе «Закат 99.1»
- 2016 — «High Technologies Tour»
- 2017 — «Creative Juices Tour»
- 2017 — «False Mirror Tour»

### Соло
- 2021 — «Молодость тур»
- 2022 — Мини-тур по центральной России
- 2022 — Осенний тур
- 2023 — Мини-тур по югу
- 2024 — «Ride Or Die Tour»
- 2025 – «Восход тур»